# Raionul Novoazovsk
Raionul Novoazovsk este un raion din sudul regiunii Donetsk din Ucraina, aflat pe coasta Mării Azov. Reședința sa este orașul Novoazovsk. 
Populația raionului este de 35.670 persoane. Suprafața raionului este de 818,612 km². Distanța până la Donețk este de 116 km. Cea mai mare parte a teritoriului se află sub controlul autoproclamatei Republici Populare Donetsk. 
Râul Kalmius trece prin acest raion.
În raion se află 10 instituții medicale, 27 centre de recreere, 20 școli secundare, 26 biblioteci.